# کاروانسرای مظفری

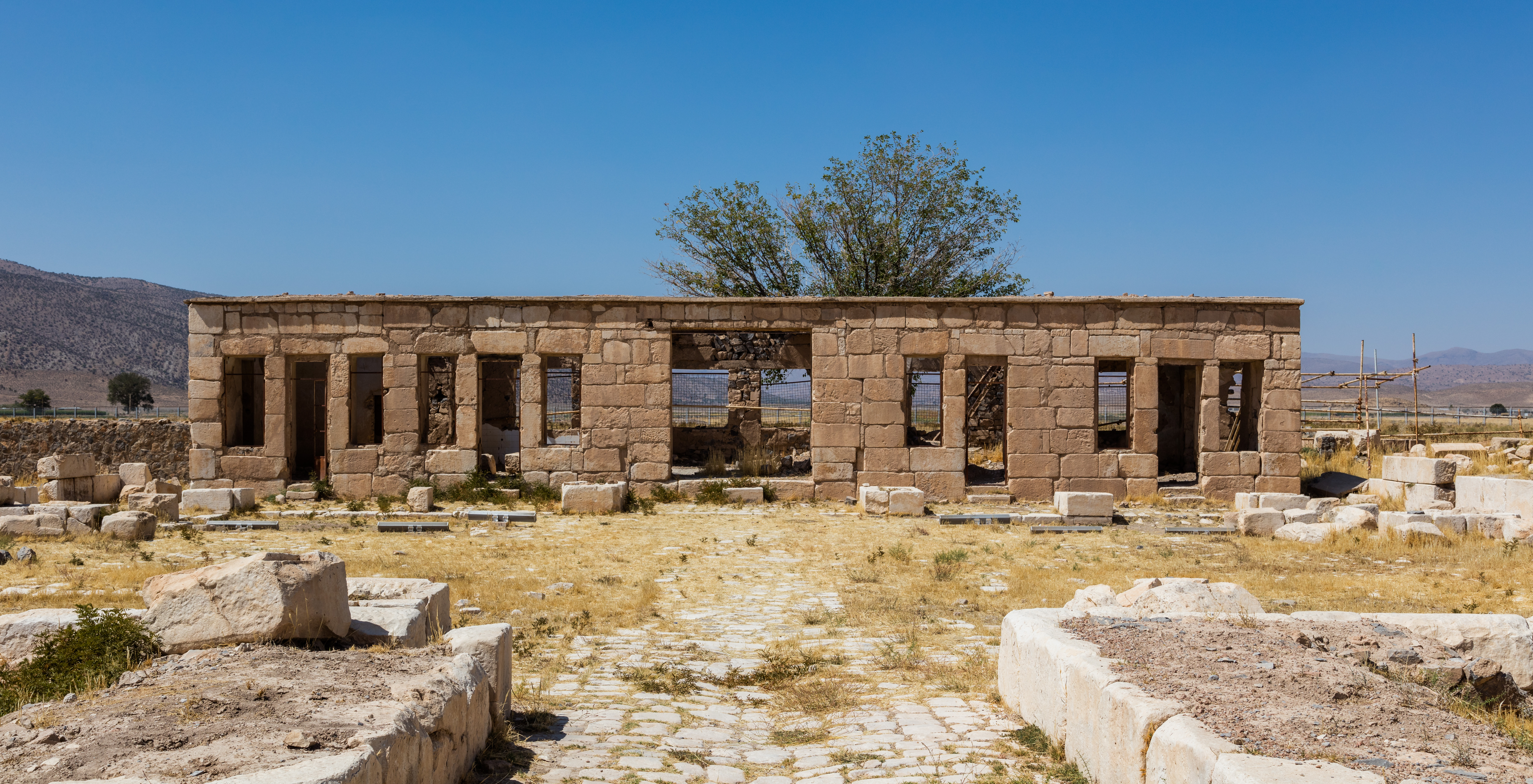
کاروانسرای مظفری

کاروانسرای مظفری در حوالی آرامگاه کوروش بزرگ قرار دارد. این بنا مشتمل بر حیاطی به مساحت ۲۰۸ مترمربع است که به شکل نامنظم از سنگ‌های سپید منتقل شده از کاخ‌های پاسارگاد بنا شده و نیز ایوانی به پهنای ۳۰٫۳ متر با جرزهای سنگی نامنظم و چهار گوش با اتاق‌های کوچک و بزرگ در پشت آن دارد. درب این سازه به سمت خاور است. سنگ‌های سازه با ملات گچ به هم وصل شده و در بعضی از نقاط این سازه ملات به کار برده نشده‌است. در زمان علی سامی قسمتی از این محل تعمیر شده و به دفتر فنی سامی اختصاص داده شده بود ولی امروزه متروک می‌باشد.
این بنا مربوط به دوران مظفریان است.